# Lisa on Ice
Lisa on Ice, llamado Lisa sobre hielo en España y Lisa y los deportes en Hispanoamérica, es el octavo episodio perteneciente a la sexta temporada de la serie animada Los Simpson, emitido originalmente el 13 de noviembre de 1994. Fue escrito por Mike Scully y dirigido por Bob Anderson. En el episodio, Lisa se convierte en la mejor jugadora de su equipo de hockey sobre hielo, lo cual desata una rivalidad entre Bart y ella.

## Sinopsis
El director Skinner convoca a todos los estudiantes a una reunión para anunciar la implementación de alertas académicas y Lisa descubre con horror de que sus notas han bajado en Deportes ante el asombro de toda la escuela. Para pasar de grado, debe seguir un programa de deportes como extra escolar. Al principio, la niña intenta jugar basketball o voleibol, pero descubre que no es buena para ninguno.
Un día, la familia va a ver jugar a Bart al hockey sobre hielo. El equipo de Bart había sido campeón la temporada pasada, y su entrenador era el jefe Wiggum. Bart, como es buen jugador, lleva a su equipo a la victoria. Sin embargo, Lisa le dice que el hockey era muy violento; por lo que Bart le empieza a arrojar basura a su hermana con su palo de hockey. Apu, el entrenador del equipo contrario, ve la habilidad que tiene Lisa para atajar lo que le lanza su hermano, e inmediatamente le arroja un disco de hockey, siendo atrapado por la niña. El tendero termina reclutando a Lisa como la portera de su equipo y pronto, se convierte en la mejor jugadora, mejorando el historial deportivo de sus compañeros. 
Al ver que su hermana acaparaba toda la atención de sus padres y amigos, Bart comienza a ponerse celoso. Pronto los niños comienzan a estar constantemente peleados. Marge trata de amigarlos, pero Homer, con su carácter competitivo, los incentiva, diciendo que "ganar es lo único que importa". Un día, su padre les anuncia que el equipo de Lisa y el de Bart se enfentarían el fin de semana próximo. 
Durante el partido, el público concentra toda su atención en la rivalidad de los dos niños. Casi al final del encuentro, cuando el partido está empatado, Bart sufre una falta y debe ejecutar un tiro penal, el cual definirá el partido. Cuando está por pegarle al disco, los hermanos comienzan a recordar los momentos felices de su infancia.
Finalmente, decidiéndolo casi al mismo tiempo, los niños se despojan de sus palos y cascos y se dan un abrazo en el medio de la pista. El partido termina empatado, para el deleite de Marge y la decepción de Homer, quien declara que sus hijos son grandes perdedores. 
El público presente en el estadio, al presenciar el confuso final, comienzan a destruir todo, mientras Bart y Lisa, patinan abrazados hasta la salida.